# Hassan Shehata
Hassan Shehata (en árabe: حسن شحاتة‎), nacido el 19 de junio de 1949, es un exfutbolista egipcio y entrenador de fútbol, actualmente es el supervisor técnico del FC Mauerwerk, con Egipto ganó la Copa de África en 2006, 2008 y 2010.

## Carrera como técnico
En la Copa de África de 2006, que se celebró en Egipto, llevó a vencer en la final a Costa de Marfil. Este éxito hizo que el presidente de Egipto Hosni Mubarak condecorara con un reconocimiento personal a Shehata por el título de campeones de África. 
Aunque, durante la semifinal de la Copa de África ante Senegal, Shehata tuvo un enfrentamiento con Mido, el jugador reaccionó negativamente al ser sustituido. Shehata fue reivindicado minutos más tarde cuando Amr Zaky, el jugador que sustituye a Mido, marcó el gol de la victoria que metió a Egipto en la final. Shehata permitió a Mido recoger su medalla en la ceremonia de clausura de la Copa Africana de Naciones, después Mido realizó una disculpa pública pocos días después.
.

## Palmarés

### Como jugador
En el Zamalek
- 1 vez campeón de la Liga de Egipto con el Zamalek 1977/78
- 3 Copas de Egipto con el Zamalek 1974/75,1976/77,1978/79

Individual
- 2 ocasiones máximo goleador de la Liga de Egipto (1976/77 y 1979/80)
- Tercer mejor futbolista de África del Año 1974 (France Football)
- Mejor futbolista de Asia 1970 (único egipcio en conseguirlo)
- Mejor futbolista en la Copa de África de 1974
- Mejor futbolista de Egipto en 1976
- Galardonado con el Premio al Mérito Deportivo en Egipto en 1980

### Como entrenador
Para Egipto
- Campeón de la Copa de África de 2010
- Campeón de la Copa de África de 2008
- Campeón de la Copa de África de 2006
- Campeón de la Copa de África Juvenil de 2003
- Como entrenador de Egipto clasificó a la selección al Mundial Juvenil por vez primera en 20 años

For Mekawleen
- Copa de Egipto 2003/2004
- Supercopa de Egipto 2003/2004

Otros logros
- Ascendió al Menia , Sharquia y Suez a Primera División en tres temporadas consecutivas